# NGC 6990
NGC 6990 је спирална галаксија у сазвежђу Индијанац која се налази на NGC листи објеката дубоког неба.
Деклинација објекта је - 55° 33' 43" а ректасцензија 20h 59m 57,0s. Привидна величина (магнитуда) објекта NGC 6990 износи 13,1 а фотографска магнитуда 14,0. NGC 6990 је још познат и под ознакама ESO 187-43, IRAS 20562-5545, PGC 65862.